# Youngia distincta
Youngia distincta là một loài thực vật có hoa trong họ Cúc. Loài này được (Popov & Vved.) Babcock & Stebbins miêu tả khoa học đầu tiên năm 1943.